# ادواردو ریس اورتیس
ادواردو ریس اورتیس (اسپانیایی: Eduardo Reyes Ortiz‎; ۱ ژانویهٔ ۱۹۰۷ – ۲۲ اکتبر ۱۹۵۵) بازیکن فوتبال اهل بولیوی بود.
از باشگاه‌هایی که در آن بازی کرده‌است می‌توان به باشگاه فوتبال استرونگست اشاره کرد.
وی همچنین در تیم ملی فوتبال بولیوی بازی کرده‌است.